# Тайны острова Мако
Тайны острова Мако (англ. Mako Mermaids — «Русалки Мако») — австралийский молодёжный телесериал, спин-офф сериала H2O: Просто добавь воды. Сериал был анонсирован в июле 2011 года. Съёмки начались в мае 2012 года и завершились в октябре. Был показан на канале Nickelodeon, а в Австралии на канале Network Ten. Премьера сериала состоялась 26 июля 2013 года .
Во втором сезоне появились две новые морские девы — Ондина и Мимми, а также тритон Эрик. В конце второго сезона Эрик уплывает, а Сирена отправляется с сестрой на Гавайи. На стаю южных вод нападает дракон, цель которого — уничтожить русалок. Тогда на Мако приплывает новая русалка из Шанхая — Вейлан.

## Сюжет
Когда 15-летний Зак отправляется на рыбалку на остров Мако, он не подозревает, что каждый его шаг внимательно контролируется тремя русалками — Сиреной, Никси и Лайлой, которые должны были охранять остров от посторонних глаз и излишнего любопытства туристов. В полнолуние Зак случайно падает в лунный бассейн, в котором обретает магические силы и становится Тритоном. Следующим утром он обнаруживает, что  стал способен управлять водой, а позже, дотронувшись до воды, он видит, что его ноги превратились в хвост.
Никси, Лайлу и Сирену в наказание за неисполнение своих обязанностей изгоняют из стаи. Для того, чтобы вернуться в стаю, русалкам придется на время стать людьми и отобрать у Зака случайно обретенные магические силы. Убитые горем девушки полны решимости сделать это. Однако Зак приносит немало сюрпризов русалкам с острова Мако.

## Эпизоды
| Сезон | Эпизоды | Оригинальная дата выхода в эфир (Австралия) | Оригинальная дата выхода в эфир (Австралия) |
| Сезон | Эпизоды | Премьера сезона                             | Финал сезона                                |
| ----- | ------- | ------------------------------------------- | ------------------------------------------- |
| 1     | 26      | 26 июля 2013                                | 15 сентября 2013                            |
| 2     | 26      | 13 февраля 2015                             | 29 мая 2015                                 |
| 3     | 16      | 24 мая 2016                                 | 28 мая 2016                                 |

## Персонажи
| Актёр          | Роль         | Появление           | Появление           | Появление           | Появление           |
| Актёр          | Роль         | Сезон 1             | Сезон 2             | Сезон 3             | Итого (число серий) |
| -------------- | ------------ | ------------------- | ------------------- | ------------------- | ------------------- |
| Люси Фрай      | Лайла        | Постоянный персонаж |                     |                     | 26                  |
| Айви Латимер   | Никси        | Постоянный персонаж |                     |                     | 26                  |
| Эми Раффл      | Сирена       | Постоянный персонаж | Постоянный персонаж |                     | 52                  |
| Чай Ромруен    | Зак Блейкли  | Постоянный персонаж | Постоянный персонаж | Постоянный персонаж | 68                  |
| Доминик Дойчер | Кэм Митчелл  | Постоянный персонаж | Постоянный персонаж | Постоянный персонаж | 68                  |
| Джемма Форсайт | Эви МакЛарен | Постоянный персонаж | Постоянный персонаж | Постоянный персонаж | 68                  |
| Алекс Кубис    | Эрик         |                     | Постоянный персонаж |                     | 26                  |
| Элли Бертрам   | Мимми        |                     | Постоянный персонаж | Постоянный персонаж | 42                  |
| Изабель Дюрант | Ондина       |                     | Постоянный персонаж | Постоянный персонаж | 42                  |
| Линда Нго      | Вэйлан       |                     |                     | Постоянный персонаж | 16                  |

- Лайла (Люси Фрай) — одна из трёх русалок. Очень вспыльчивая и решительная. У неё появляются чувства к Заку. Лайла первая предложила отнять силы Зака. В команде неохотно действует сообща (из-за этого часто возникают проблемы). Именно она придумывает планы, чтобы отнять силы Зака. Часто ссорится с Никси, а в помощницы в своих планах берёт Сирену. Хорошо владеет левитацией (телекинезом) (1 сезон). Во втором сезоне вместе с Никси отправляется на поиски нового дома для стаи.
  - Русский дубляж: Ирина Киреева (1 сезон)[источник не указан 1864 дня]
- Никси (Айви Латимер) — одна из трёх русалок. Она смелая и любит приключения, из-за чего часто попадает в неприятности. Её лучшей подругой является Сирена, она даже считает её сестрой. Когда она узнала, что Сирена влюблена в Дэвида, то помешала ей, потому что та могла уйти из стаи, как до этого сделала Рита. Позже искренне раскаялась в этом и подтолкнула её к Дэвиду. В неё влюбляется Кэм, сама Никси пока ответных чувств к Кэму не питает, но интересуется им. Хорошо владеет погодой (1 сезон). Во втором сезоне вместе с Лайлой отправляется на поиски нового дома для стаи.
  - Русский дубляж: Дарья Фролова (1 сезон)[источник не указан 1864 дня]
- Сирена (Эми Раффл) — ещё одна из трёх русалок. Очень спокойна, доверчива и немного наивна, но иногда это помогает в разрешении проблем. Влюбляется в Дэвида с первого взгляда. Очень хорошо поёт, и потом начинает петь в дуэте с Дэвидом. Хочет вернуться в стаю, чтобы вновь быть вместе с сестрой Акватой. В школе русалок была хорошей ученицей (1-2 сезоны). В 3 сезоне уплывает вместе со своей сестрой Акватой на Гавайи.
  - Русский дубляж: Александра Остроухова (1-2 сезоны)[источник не указан 1864 дня]
- Зак Блейкли (Чай Ромруен) — юноша, родившийся тритоном и получивший магические силы случайно, упав в лунный бассейн на острове Мако во время полнолуния. Он вырос, занимаясь водными видами спорта и, в частности, сёрфингом. Лайла, Никси и Сирена случайно узнают: Кэм столкнул его в воду, а русалки увидели это. Позже оказывается, что именно он должен вытащить трезубец оттуда, куда его спрятали русалки очень давно. Из-за этого в 13 серии узнаёт, что Никси, Сирена и Лайла — русалки. Из-за этого же, он думает, что они его предали, и прекращает с ними общаться. Позже узнаёт, что Рита тоже русалка и шантажирует её. Но Никси, Лайла и Сирена вступаются за Риту, и он перестает её шантажировать. Когда он случайно навредил Лайле трезубцем, он решил помочь ей с его помощью, и вернул его обратно. В середине 2 сезона, узнав свою собственную личность, то что он - тритон по крови, никак не смог смириться со своей второй жизнью и игнорировал всех его друзей, но позже смирился с этим (1-3 сезоны).
  - Русский дубляж: Прохор Чеховский (1-2 сезоны)[источник не указан 1864 дня]
- Кэм Митчелл (Доминик Дойчер) — друг Зака. Первый узнает о превращении Зака. Испытывает некую зависть к силе Зака, из-за чего не любит слушать его рассказы. В 7-й серии друзья поссорились, ведь Кэму надоело постоянно прикрывать Зака (да и зависть сыграла свою роль). Кэм спихивает Зака в бассейн, где его увидели Никси, Сирена и Лайла. Влюбляется в Никси, однако во 2 сезоне он настраивает любовные отношения с Карли (1-3 сезоны).
  - Русский дубляж: Диомид Виноградов (1-2 сезоны)[источник не указан 1864 дня]
- Эви МакЛарен (Джемма Форсайт) — девушка Зака. Больше других замечает странности в Никси, Сирене и Лайле. Ревнует Зака к Лайле. Красивая девушка, которая очень любит своего парня и любым способом пытается ему помочь. У неё есть подруга Карли, которая тоже влюблена в Дэвида. Во 2 сезоне она из-за Ондины и Мимми превращается в русалку, тем самым предотвратив лишение магических сил у Зака. В конце 2 сезона она получает лунное кольцо, став героем после срывания плана Эрика по уничтожению русалок по всему миру. В середине 3 сезона случайно попала в Лунный бассейн, куда Зак загнал дракона, чтобы разобраться с ним. В середине схватки, веря Ондине и Мимми, что кольцо может уничтожить дракона, воспользовалась им, и сразу после провала с кольцом она потеряла хвост, попав под "огонь" Чаолонга (1-3 сезоны).
  - Русский дубляж: Наталья Казначеева (1-2 сезоны)[источник не указан 1864 дня]
- Рита Сантос (Керит Аткинсон) — директор местной старшей школы. Русалка. Она приютила Лайлу, Никси и Сирену. Сама она когда-то влюбилась в земного мужчину, они хотели пожениться, и она открыла ему свою тайну. Позже её возлюбленный скончался. В стаю она не вернулась, возможно, из-за любви к землянину её изгнали. Начинает учить девочек, ибо они так и не закончили школу русалок (1-3 сезоны).
  - Русский дубляж: Елена Шульман (1-2 сезоны)[источник не указан 1864 дня]
- Дэвид (Роуэн Хиллс) — парень по соседству, красивый, добрый и всегда готов помочь. Дэвид работает в кафе отца. Его семья владеет всеми любимым Ocean Café и хорошо известна всему городу. Между Дэвидом и Сиреной возникает очень трогательная любовь, но русалка сопротивляется чувствам, зная, что он может узнать её секрет. Сирена знает, что Дэвиду можно довериться, но все же боится раскрыть свой секрет. Хоть парень и подозревает что-то странное в поведении Сирены, они все же отлично проводят время вместе. В конце 2 сезона Дэвид наконец-то узнает тайну Сирены, а позже и всех русалок (1-3 сезоны).
  - Русский  дубляж: Максим Шишков (1-2 сезоны)[источник не указан 1864 дня]
- Карли Морган (Брук Николь Ли) — Карли работает в кафе Ocean и является лучшей подругой Эви. Сначала кажется, что ей нравится Дэвид и она постоянно раздражается, когда тот проявляет знаки внимания к Сирене. Во втором сезоне она становится более терпимой к русалкам, хотя она ещё не знала их секрет, особенно это касалось Эви, которая тоже стала русалкой. В течением времени, кажется, огонек влюбленности к Дэвиду угасает, в то время как тот начинает официально встречаться с Сиреной. Она становится более приветливой к Кэму, с которым, в конце концов, заводит отношения. Они начинают встречаться и она узнает тайну о русалках (1-3 сезоны).
- Аквата (Акота) (Дженна Роузнао) — сестра Сирены. Вместе со стаей уплыла далеко от Мако. Отдала Сирене своё лунное кольцо.
- Алекс Кемерон  (Александра МакТавиш) — мама маленькой девочки, которая тонет в океане, но Зак её спасает.
- Эрик (Алекс Кубис) — новый тритон, уклончивый и одиночка по натуре. Вскоре после того, как он начинает работать в кафе Дэвида, он приобретает нового товарища в лице Зака. Эрик удивлен знакомству с ещё одним тритоном к городе. Хочет узнать тайну храма Тритонов. В конце 2 сезона уплывает и его судьба не известна (2 сезон).
- Бен (Николас Хэмилтон) — мальчик, которого попросила Никси отдать подарок Сирены Аквате, когда Бен со своей семьей достигнут островов Океании. Верит в русалок. Видел Никси с хвостом.
- Ондина (Изабель Дюрант) — талантливая и уверенная в себе русалка, которая решает спасти остров Мако от тритона Зака. Она бывает безрассудной и своенравной, игнорирует всех, кто с ней не согласен, но она очень предана своим друзьям, особенно Мимми. У Ондины есть и мягкая сторона, которую мы можем увидеть в отношениях с Эриком. Любовь заставит её пересмотреть свои взгляды. Бывшая девушка Эрика (2-3 сезон).
- Мимми (Элли Бертрам) — русалка Северных Вод, которая позже присоединилась к южной стае, с необычными познаниями и способностями. Она милая и, несмотря на то, что доверчивая и застенчивая, она очень умная и одарённая. Мимми имеет большую тягу к знаниям и радуется пребыванию на суше, узнавая о людях и их жизни. Является экспертом по зельям. Сестра Зака (2-3 сезон). 
  - Русский дубляж: Дарья Фролова (2 сезон)[источник не указан 1864 дня]
- Лорен Блейкли (Лаура Кинелли) — мама Зака Блейкли. (1-2 сезон)
  - Русский дубляж: Наталья Казначеева ( 1-2 сезон)[источник не указан 1864 дня]
- Доктор Роб Блейкли (Джон О’Брайэн) — отец Зака Блейкли. (1-2 сезон)
  - Русский дубляж: Александр Хотченков[источник не указан 1864 дня]
- Веридия (Натали О’Доннелл) — русалка, состоит в совете русалок (2 сезон).
- Даг МакЛарен (Стив Харман) — отец Эви МакЛарен.
- Крис (Тейлор Глокнер) — юный земной парень, мечта которого — попасть в программу по дрессировке дельфинов. Он начитанный, знает всё, что касается дельфинов и верит в то, что люди способны научиться чему-то у них, как и они у нас. Его принимают в программу благодаря Мимми, которая помогла ему наладить связь с дельфинами. Он уезжает в Сан-Диего на три месяца и вернется в 3 сезоне. В финале 3 сезона узнает тайну Мимми. Также он является парнем Мимми (2-3 сезон).
- Карл (Майки Вульф) — молодой земной парень, работавший вместе с Крисом в Сан-Диего, специализировавшийся на акулах. Вместе с Крисом был отправлен на Мако, чтобы найти монстра. Знает, что на Мако происходят странные вещи, а также испытывает чувства к Вейлан (3 сезон).
- Вейлан (Линда Нго) — новая русалка, прибывшая на юг из Шанхая для защиты от дракона, который хочет уничтожить всех русалок. С самого начала не сложились отношения с Ондиной, т.к. она колдовала посреди дня, чтобы спасти её ученицу (3 сезон).
- Амарес (Эмили Робисон) — ученица Ондины, запутавшаяся в сети из-за любопытства. Была спасена Вейлан.
- Джо (Ник Райт) — брат Дэвида, видевший дракона вместе с ним. Алчный парень (1-3 сезоны).
  - Русский дубляж: Иван Калинин[источник не указан 1864 дня]
- Нептина (Неппи) (Энгури Райс) — русалка, сбежавшая из стаи для поимки тритона. Попала в переделку, из которой была спасена Заком (2.09).
- Сирена Северных Вод (Мелина Видлер) — изгнанная русалка-сирена, утопившая моряка из видео, и своей песней очаровавшей Сирену (2.18).
- Дракон Чаолонга (Нерисса (Тэсним Рок)) — мать Зака и Мимми. Является драконом Чаолонгом. Злобный дракон, цель которого уничтожить русалок. Появился в Шанхае и истребил всю стаю Восточных Вод. Уплыл на юг.
- Рикки Чедвик (Кариба Хейн) — после того как друзья Рикки разъехались, чтобы восполнить потерю, начала искать подводные артефакты, ездить по миру и защищать по ним докторские. Нашла браслет в виде дракона, который дал Вейлан разгадку победы над драконом и факт, что Нерисса ещё жива (3.15, 3.16).
- Мисс Трамбл (Митчелл Кеннеди) — учитель химии, которая в эпизоде 3.5 встречается с магической шкатулкой, в которую её в итоге засасывает вместе с Посейдоном.
- Посейдон (Монти) — кот Риты Сантос. Уже однажды, наступив в зелье из-за ошибки Никси, превращался в Эви. Также, однажды из-за ошибки Ондины, в него превратился Эрик и пытаясь его расколдовать, из-за ещё одной ошибки появилось четыре Посейдона. В 5 серии 3 сезона его засосало в магическую шкатулку вместе с Мисс Трамбл.

## Трансляция в России
В России сериал был впервые показан на телеканале Disney в 2014 году. Повторные показы осуществлялись на телеканале Disney по 2018 год, с 2019 по 2024 год на Gulli Girl, а также на региональном телеканале СТВ-Байкал в 2021 году.